# Jean Puiforcat
Pour les articles homonymes, voir Puiforcat.
Jean Puiforcat, né le 5 août 1897 dans le 3e arrondissement de Paris, ville où il est mort le 20 octobre 1945 dans le 8e arrondissement, est un orfèvre et créateur français.

## Biographie
Fils de Louis-Victor Tabouret-Puiforcat, Jean Élisée Puiforcat entre dans l'entreprise d'orfèvrerie familiale en 1918. C'est sous sa direction artistique et grâce à ses créations modernes dans la mouvance d'avant-garde au style immédiatement identifiable, que la coutellerie, devenue par la suite orfèvrerie Puiforcat, fondée en 1820 au 14 rue Chapon, dans le quartier du Marais à Paris par son arrière-grand-père Félix-Armand Puiforcat et son beau frère Joseph Baptiste Fuchs, prendra toute sa notoriété durant la période de l'entre-deux guerres. Il impose un style dépouillé qui met en valeur le métal.
Jean Puiforcat se révèle comme orfèvre religieux à l'exposition des Arts décoratifs de 1925. Il participe à l'Exposition internationale de 1937 et y expose des objets cultuels destinés à la basilique Notre-Dame-de-la-Trinité de Blois.
Il épouse le 22 novembre 1920 la photographe mondaine Georgette Floriet (1899-1983) — de la famille d'artistes des Floriet —, dont il divorce le 25 janvier 1927 avant d'épouser en deuxièmes noces le 3 octobre 1927 à Bayonne Marthe Rose Estévez dont il divorce en septembre 1940.

## Œuvres

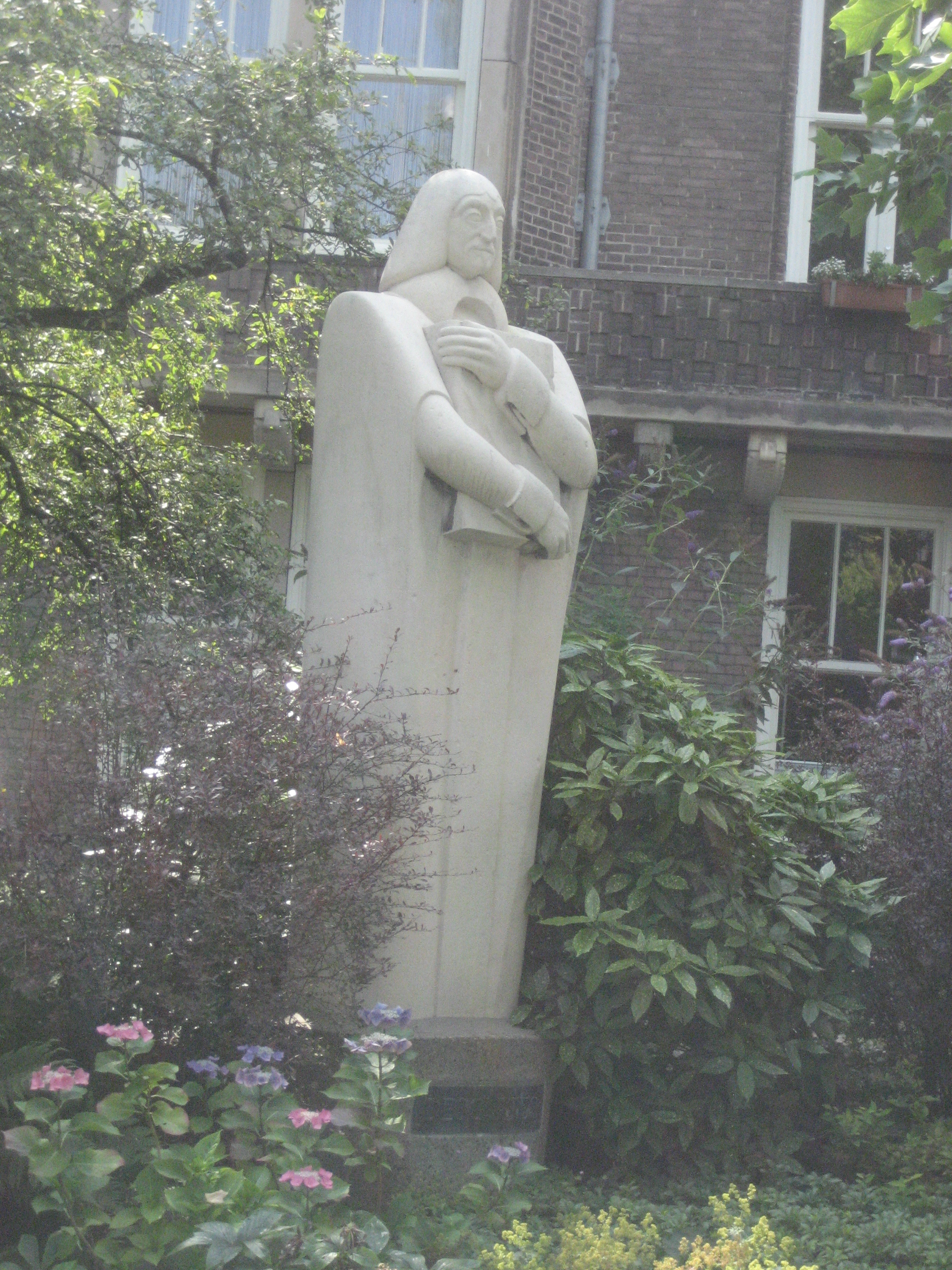
Statue de Descartes à Amsterdam réalisée par Puiforcat.

### Œuvres religieuses
- Objets cultuels destinés à la basilique Notre-Dame-de-la-Trinité de Blois.
- Ciboire en vermeil de Notre-Dame de Rocamadour.
- Crosse de l'abbé de Quarr, Dom Le Corre.
- Vases sacrés de la chapelle du paquebot Normandie.
- Ostensoir (1937), vermeil et verre, musée des Arts décoratifs, Paris.